# United States Sixth Fleet
Die United States Sixth Fleet (deutsch 6. US-Flotte) ist die für das Mittelmeer und den gesamten östlichen Atlantik zuständige Flotte der US Navy. Sie ist eine der sechs aktiven Flotten der US-amerikanischen Seestreitkräfte. Ihr Hauptstützpunkt befindet sich in Gaeta und das Hauptquartier auf dem Flughafen Neapel-Capodichino (Naval Support Activity Naples) in Italien. Sie ist Teil des militärischen Großverbandes United States Naval Forces Europe-Africa (NAVEUR-NAVAF).  Die Flotte war ursprünglich nur im Mittelmeer stationiert, übernahm dann ab 2011 auch teilweise den Verantwortungsbereich der 2. US-Flotte im Atlantik.
Die Sechste Flotte besteht aus mehreren Überwasserkampfschiffen und Flugzeugen in Kampf- und Unterstützungseinheiten, die sich auf mindestens eine Flugzeugträgerkampfgruppe, eine amphibische Gruppe, eine Marineexpeditionseinheit (MEU), eine Logistikgruppe und eine U-Boot-Gruppe aufteilen.

## Verantwortungsbereich
Der Verantwortungsbereich (area of responsibility) der 6. US-Flotte und damit auch der US Naval Forces Europe-Africa besteht aus fast dem halben Atlantik vom Nordpol mit der Barentssee, der Nordsee und der Ostsee sowie dem Mittelmeer mit der Adria und dem Schwarzen Meer, bis in den südöstlichen Atlantik mit der Antarktis und dem südwestlichen Indischen Ozean.

## Organisation
Die 6. US-Flotte ist derzeit in folgende Task Forces gegliedert:
- Task Force 63 (CTF-63): Logistikkräfte, darunter Versorgungsschiffe, Tanker und in Zusammenarbeit mit dem Sealift Logistics Command (SEALOGEUR) des Military Sealift Command, Sitz Neapel.
- Task Force 64 (CTF-64): Luft- und Raketenabwehr einschließlich strategische U-Boote mit ballistischen Raketen (SSBN) sowie die landgestützten Aegis Ashore Missile Defense Systeme der Naval Support Facilities (NSF) in Devesulu und Słupsk/Stolp, Sitz Neapel
- Task Force 65 (CTF-65): Im Kern die Commander Destroyer Squadron (CDS-65) mit mehreren Überwasserkampfschiffen. (Bis 2011 als Task Force 60 (CTF-60) bestehend auch immer aus einer Flugzeugträgerkampfgruppe), Sitz Rota.
- Task Force 67 (CTF-67): Seefernaufklärung und U-Boot-Abwehr, Kräfte disloziert auf verschiedene Flugplätze, Sitz NAS Sigonella
- Task Force 68 (CTF-68): Marineexpeditionseinheit (MEU), Sitz Camp Mitchell (Rota)
- Task Force 69 (CTF-69): U-Boot-Ortung und U-Boot-Abwehr, Sitz Neapel

Zuvor gab es noch die Task Force 61 (CTF-61) mit der amphibischen Komponente bspw. mit Hubschrauberträger, Docklandungsschiffe und die Task Force 62 (CTF-62) als Landungskomponente mit einem Marineinfanteriebataillon und verladene Panzer, Artillerie und Pioniermitteln auf amphibische Landungsschiffe.

## Geschichte

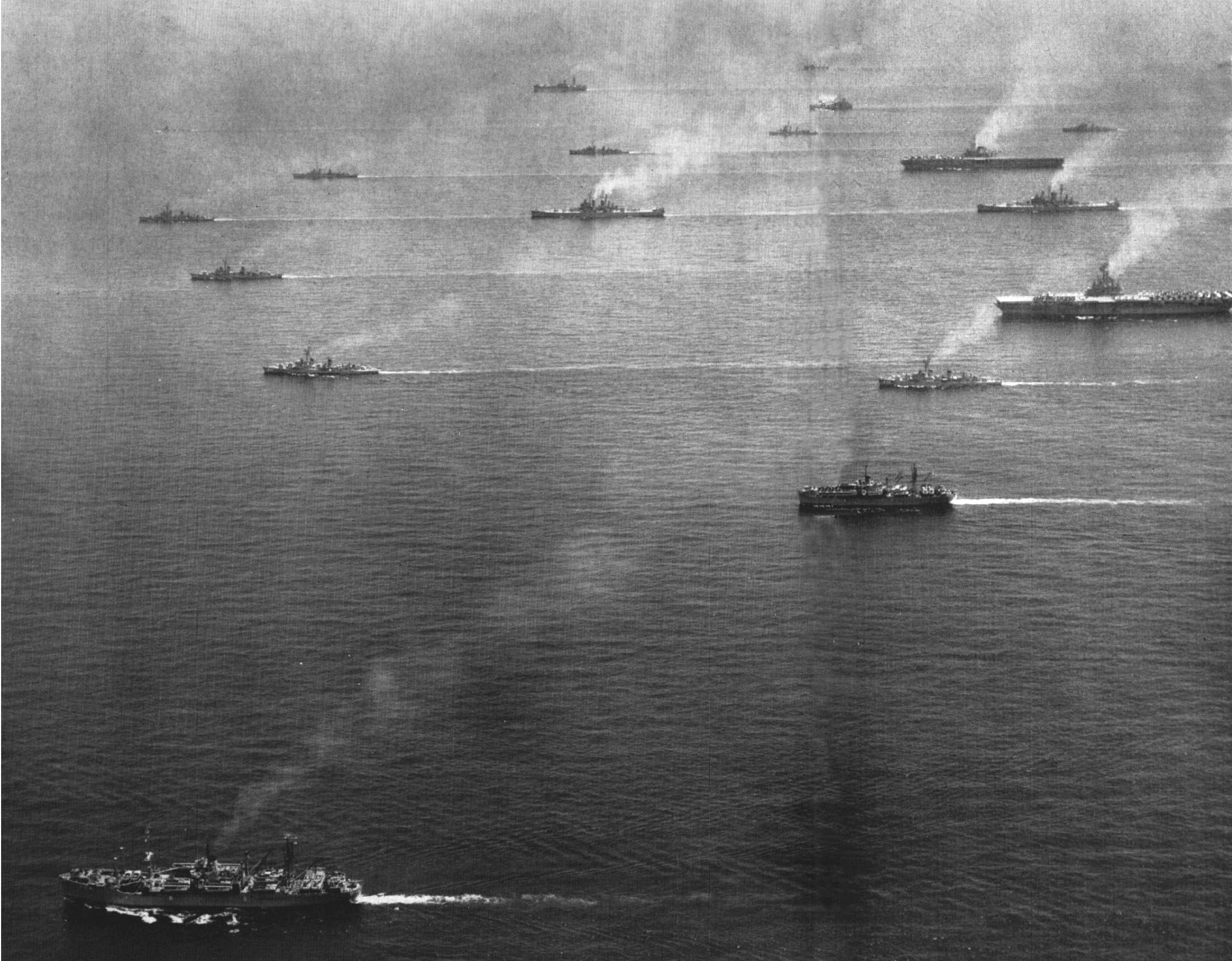
Überwasserkampfschiffe der 6. US-Flotte im Mittelmeer 1954

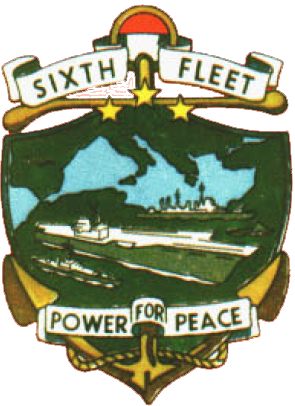
Emblem der 6. US-Flotte um 1970

Die 6. US-Flotte entstand am 12. Februar 1950 aus der 1948 gegründeten United States Sixth Task Fleet, die wiederum aus der United States Naval Forces Mediterranean (NAVMED).
Während des Kalten Krieges war die 6. US-Flotte das maritime Rückgrat im NATO-Kommandobereich Allied Forces Southern Europe (AFSOUTH) zum Schutz der Südflanke gegenüber dem Warschauer Pakt und gehörte innerhalb des Verteidigungsbündnisses zur Naval Striking and Support Forces Southern Europe (STRIKEFORSOUTH), seit 2004 zur Naval Striking and Support Forces NATO (STRIKFORNATO). Geopolitisch ist das Mittelmeer als Hauptversorgungsweg u. a. von Erdöl besonders wichtig und war es aufgrund der Aktivitäten der Schwarzmeerflotte, die 5. Eskadra der sowjetischen Marine und der sowjetischen Handelsschiffe. Wichtig waren dabei die Meerengen am Bosporus, der Dardanellen, der Straße von Gibraltar, der Straße von Sizilien und der Suezkanal. Auch die Überwachung, Aufklärung wie auch das Eindämmen und Eingreifen in Krisen in Ägypten, Libyen und im Libanon fielen in den vergangenen Jahrzehnten in den Aufgabenbereich der Flotte.
Von 1950 bis 1980 gehörten faktisch immer zwei Flugzeugträgerkampfgruppen zur Flotte.
Nach dem Austritt Frankreichs aus der militärischen Organisation der NATO 1962 wurde der Heimathafen der Flotte von Villefranche-sur-Mer nach Gaeta in Italien verlegt.
Am 20. September 2005 wurden die US Naval Forces Europe mit der 6. US-Flotte zusammengelegt. Der Kommandeur der NAVEUR kommandiert also seit 2005 die US Naval Forces Europe und das JFC Naples, wobei sein Stellvertreter das Kommando über die in Gaeta, Italien, stationierte 6. US-Flotte innehat.
Am 1. Oktober 2007 wurde das United States Africa Command (AFRICOM) aufgestellt und ist seit dem 1. Oktober 2008 aktiv. Die United States Naval Forces Africa und die United States Naval Forces Europe teilen sich dabei die Strukturen und Ressourcen.

## Liste der Kommandeure der 6. Flotte
| Name                          | Beginn der Berufung | Ende der Berufung |
| ----------------------------- | ------------------- | ----------------- |
| Jeffrey T. Anderson           | September 2024      | amtierend         |
| Thomas Ishee                  | September 2022      | September 2024    |
| Eugene H. Black III           | Juli 2020           | September 2022    |
| Lisa Franchetti               | März 2018           | Juli 2020         |
| Christopher W. Grady          | Oktober 2016        | März 2018         |
| James G. Foggo III            | Dezember 2014       | Oktober 2016      |
| Philip S. Davidson            | Oktober 2013        | Dezember 2014     |
| Frank Craig Pandolfe          | Oktober 2011        | Oktober 2013      |
| Harry B. Harris               | November 2009       | Oktober 2011      |
| Bruce W. Clingan              | August 2008         | November 2009     |
| James A. Winnefeld            | September 2007      | August 2008       |
| John Dickson Stufflebeem      | Mai 2005            | September 2007    |
| Henry G. Ulrich III           | November 2003       | Mai 2005          |
| Scott Fry                     | Oktober 2001        | November 2003     |
| Gregory G. Johnson            | Oktober 2000        | Oktober 2001      |
| Daniel Murphy Jr.             | Juli 1998           | Oktober 2000      |
| Charles S. Abbot              | Juli 1996           | Juli 1998         |
| Donald L. Pilling             | April 1995          | Juli 1996         |
| Joseph W. Prueher             | Dezember 1993       | April 1995        |
| Thomas J. Lopez               | Juli 1992           | Dezember 1993     |
| William A. Owens              | November 1990       | Juli 1992         |
| J. D. Williams                | August 1988         | November 1990     |
| Kendall Moranville            | Juni 1986           | August 1988       |
| Frank B. Kelso II.            | Februar 1985        | Juni 1986         |
| Edward H. Martin              | Juli 1983           | Februar 1985      |
| William H. Rowden             | Juni 1981           | Juli 1983         |
| William N. Small              | Juli 1979           | Juni 1981         |
| James D. Watkins              | September 1978      | Juli 1979         |
| Harry D. Train II             | August 1976         | September 1978    |
| Frederick C. Turner           | September 1974      | August 1976       |
| Daniel J. Murphy              | Juni 1973           | September 1974    |
| Gerald E. Miller              | Oktober 1971        | Juni 1973         |
| Isaac C. Kidd Jr.             | August 1970         | Oktober 1971      |
| David C. Richardson           | August 1968         | August 1970       |
| William Martin                | April 1967          | August 1968       |
| Frederick Ashworth            | September 1966      | April 1967        |
| William Edward Ellis          | Juni 1964           | September 1966    |
| William Gentner               | März 1963           | Juni 1964         |
| David L. McDonald             | Juli 1961           | März 1963         |
| George Whelan Anderson junior | September 1959      | Juli 1961         |
| Clarence Ekstrom              | September 1958      | September 1959    |
| Charles R. Brown              | August 1956         | September 1958    |
| Harry D. Felt                 | April 1956          | August 1956       |
| Ralph A. Ofstie               | März 1955           | April 1956        |
| Thomas S. Combs               | Juni 1954           | März 1955         |
| John H. Cassady               | Mai 1952            | März 1954         |
| Matthias B. Gardner           | März 1951           | März 1952         |
| John J. Ballentine            | Februar 1950        | März 1951         |

Alle Amtsinhaber bekleideten zum Zeitpunkt ihres Kommandos über die 6. Flotte den Dienstgrad eines Vizeadmirals.

## Liste der bisherigenFlaggschiffeder 6. US-Flotte
- Newport News (CA-148)
- Salem (CA-139)
- Des Moines (CA-134)
- Columbus (CG-12)
- Northampton (CLC-1)
- Springfield (CL-66)
- Little Rock (CLG-4)
- Boston (CAG-1)
- Albany (CG-10)
- Puget Sound (AD-38)
- Coronado (AGF-11)
- Belknap (CG-26)
- La Salle (AGF-3)
- Mount Whitney (LCC-20)